# Blood Magick Necromance
Blood Magick Necromance è il nono album in studio del gruppo blackened death metal austriaco Belphegor, pubblicato nel 2011.

## Tracce
1. In Blood - Devour This Sanctity – 5:31
2. Rise to Fall and Fall to Rise – 6:01
3. Blood Magick Necromance – 7:00
4. Discipline Through Punishment – 4:05
5. Angeli Mortis De Profundis – 3:00
6. Impaled Upon the Tongue of Sathan – 5:42
7. Possessed Burning Eyes – 5:33
8. Sado Messiah – 3:50